# Johannes Woyke
Johannes Woyke (* 5. Januar 1968) ist ein evangelischer Theologe. 

## Leben und Beruf
Vor seinem Studium in Tübingen, Vancouver und Heidelberg sammelte er interkulturelle Erfahrungen von 1987 bis 1990 im so genannten Anderen Dienst im Ausland  in den Föderierten Staaten von Mikronesien. Das Auslandsstudium am Regent College schloss er 1997 mit einem Master of Christian Studies ab. Von 2003 bis 2011 war er wissenschaftlicher Mitarbeiter am Lehrstuhl für die Didaktik der Evangelischen Theologie an der Universität Siegen u. a. mit schulpraktischer  Tätigkeit. Er wurde 2004 von der Eberhard-Karls-Universität Tübingen mit einer neutestamentlichen Dissertation zur paulinischen Auseinandersetzung mit anderen Göttern promoviert. Im Wintersemester 2006/2007 vertrat er die Professur für Evangelische Religionspädagogik an der Universität Kassel. Seit 2011 lehrt er als Professor für biblische Theologie und Religionspädagogik an der Europa-Universität Flensburg.
Seine Forschungsgebiete sind Exegese und Bibeldidaktik (Psalmen, Evangelien, Paulus), Kinder-/Jugendlichentheologie, interreligiöses Lernen, Bonhoeffers biblische Hermeneutik und biblische Theologie.

## Schriften (Auswahl)
- Die neutestamentlichen Haustafeln. Ein kritischer und konstruktiver Forschungsüberblick (= Stuttgarter Bibelstudien. Band 184). Verlag Katholisches Bibelwerk, Stuttgart 2000, ISBN 3-460-04841-7.
- Götter, ’Götzen’, Götterbilder. Aspekte einer paulinischen ’Theologie der Religionen’ (= Zeitschrift für die neutestamentliche Wissenschaft. Beiheft 132). de Gruyter, Berlin u. a. 2005, ISBN 3-11-018396-X, (zugleich Dissertation, Tübingen 2004).
- mit Uta Pohl-Patalong, Stefanie Boll, Thorsten Dittrich und Antonia Elisa Lüdke: Konfessioneller Religionsunterricht in religiöser Vielfalt. Eine empirische Studie zum evangelischen Religionsunterricht in Schleswig-Holstein. Verlag W. Kohlhammer, Stuttgart 2016, ISBN 3-17-032214-1.